# Воря (приток Угры)
Во́ря (устар. Воря-река) — река в Московской и Смоленской областях России, левый приток Угры.
По территории Московской области протекает лишь в самых верховьях, большей частью — по территории Смоленской области, в низовье — по границе с Калужской областью.

## Гидрология
Длина — 153 км (по другим данным — 167 км), площадь водосборного бассейна — 1530 км². Равнинного типа. Питание преимущественно снеговое. Воря обычно замерзает в середине ноября, вскрывается в середине апреля.

## Достопримечательности
Интерес для туристов представляют глухие елово-берёзовые леса, бездорожье и безлюдье, характерные для приграничных со Смоленщиной районов.

## Данные водного реестра
По данным государственного водного реестра России, относится к Окскому бассейновому округу. Речной бассейн — Ока, речной подбассейн — бассейны притоков Оки до впадения Мокши, водохозяйственный участок — Угра от истока до устья.

## Притоки
(расстояние от устья)
- 23 км: река Ращена (лв);
- 41 км: река Истра (лв);
- 56 км: ручей Мытенка (лв);
- 64 км: река Полоть (лв);
- 72 км: река Шетца (пр);
- 76 км: река Получа (пр);
- 80 км: река Чалька (пр);
- 118 км: река Могиленка (лв);
- 132 км: река Малая Воря (лв);
- 140 км: река Добрея (лв)[1].